# Templo de Dassa-Zumé
Templo de Dassa-Zumé é um templo dedicado a Nanã localizado em Dassa-Zumé, no Benim. Na frente do templo fica um baobá, uma árvore sagrada enorme onde Nanã é cultuada.